# Victoria Park
Victoria Park (noto colloquialmente come Vicky Park o People's Park) è un parco della città di Londra, situato nell'East End. Questo grande spazio verde si trova interamente nel distretto amministrativo londinese London Borough of Tower Hamlets.

## Storia

### Origini

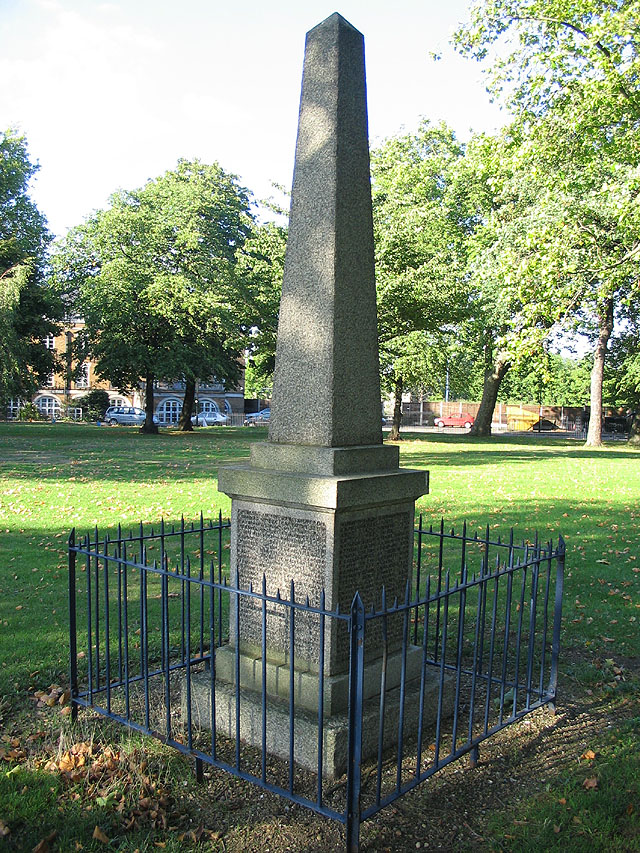
LHackney Wick monumento in ricordo della guerra

Duecentodiciotto acri di terreno furono acquistati dalla Crown Estate tra il 1842 ed il 1846 ed affidati ad un celebre architetto e paesaggista, Sir James Pennethorne. Una parte dell'area era nota con il nome Bonner Fields dal momento che era il parco del palazzo vescovile proprietà del vescovo Edmund Bonner, ultimo signore del feudo di Stepney.
Il parco fu aperto al pubblico nel 1845. Questo grande parco è simile a Regent's Park ed è considerato da alcuni come il miglior parco dell'East End. È attraversato su due lati da canali: il Regent's Canal e l'Hertford Union Canal.
Nel parco rimangono pezzi del vecchio London Bridge, demolito nel 1831, posti accanto all'Hackney Wick, monumento celebrativo della Seconda guerra mondiale.

### IlPeople Park
Nella seconda metà dell'Ottocento, Victoria Park divenne luogo di svago essenziale per le classi operaie dell'East End. Per alcuni bambini, questo parco è stato l'unico grande spazio verde ininterrotto che abbiano mai potuto incontrare.
Il lago del parco è stato utilizzato come bagno pubblico per molto tempo: la classe operaia, che non era fornita di bagni all'interno delle case, veniva qui per lavarsi e lavare i vestiti.
Ben presto divenne un frequentato luogo d'incontro di persone e di convegni ed orazioni pubbliche di carattere spesso socialista.

### Seconda Guerra Mondiale
Durante gli anni della Seconda guerra mondiale il parco fu chiuso al pubblico e divenne un punto di grandissima importanza strategica per la difesa della città di Londra dalle incursioni degli aerei della Wehrmacht tedesca.
Il parco fu anche trasformato in prigione dove venivano inviati prima prigionieri italiani, poi tedeschi.

Il lago del Victoria Park.

### Il parco oggi
Negli ultimi anni il parco è stato luogo di varie manifestazioni musicali, spesso collegate anche con eventi politici.
Nel 1980 si esibì il celebre gruppo rock inglese The Clash, nel 2008 è stata la volta dei Radiohead capeggiati da Thom Yorke.
Il parco è particolarmente amato dai bambini per il One O'Clock Club, un recinto con capre e cervi, e per le molte le attività di intrattenimento, sportive e ricreative specialmente nel periodo estivo.
Il parco è aperto dalle sei del mattino sino all'imbrunire.

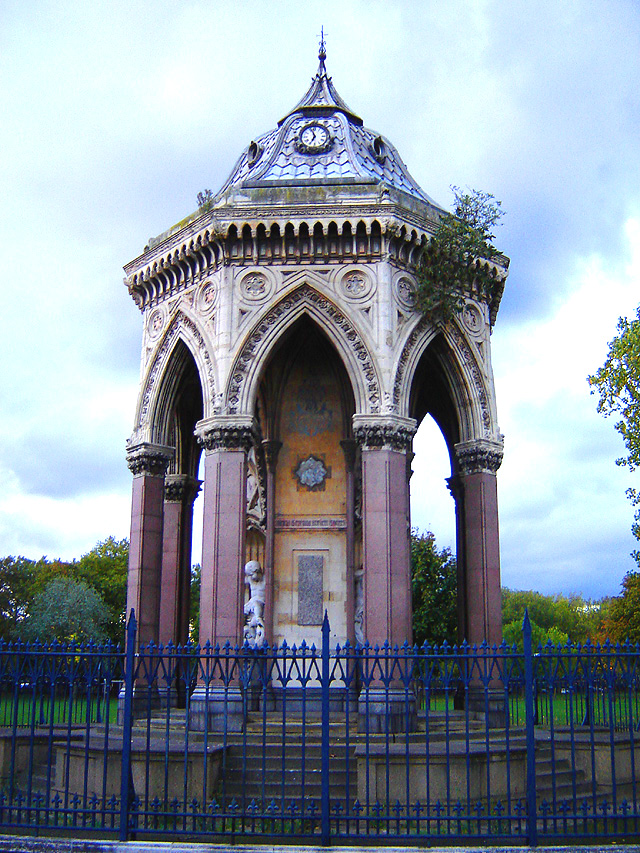
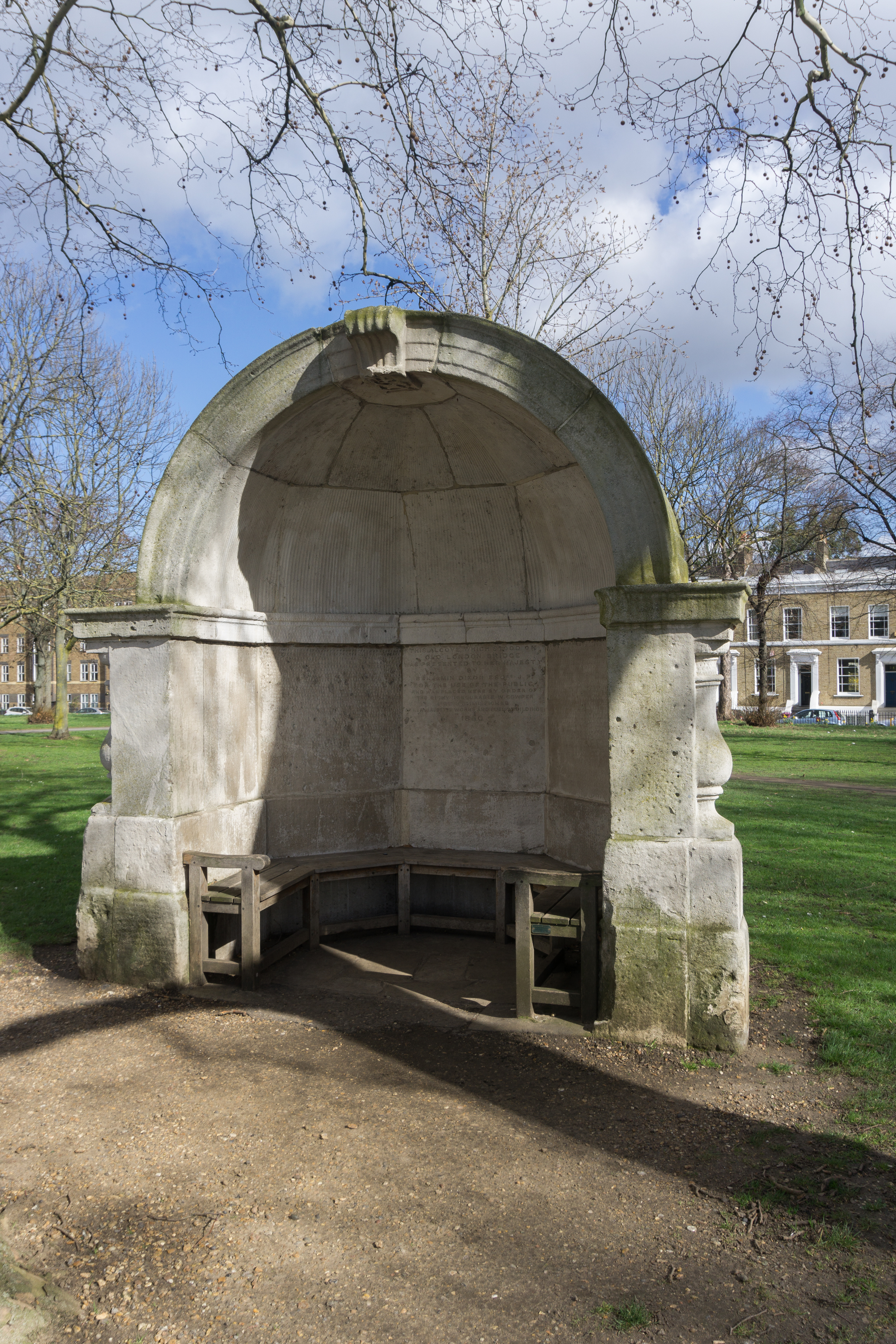
Alcova del vecchio London Bridge
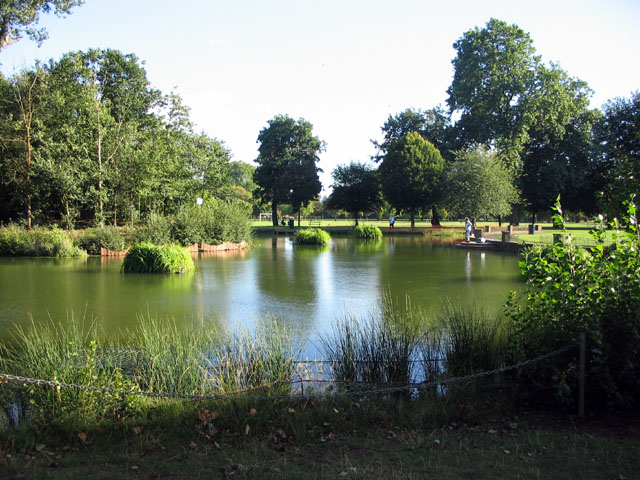
Il bathing pond